# Gudmekredsen
Kværndrupkredsen, fra 1. februar 1901 Gudmekredsen var en valgkreds i 1849-1918 og en opstililngskreds i Svendborg Amtskreds fra 1920 til 1970.

## Gudmekredsens folketingsmænd 1849-1918
- 1849-1852 J.R. Jacobsen, gårdfæster, Lundby
- 1852-1853 Jens Jensen-Trunderup (Venstre)
- 1853-1854 V.C.J. Theil, fuldmægtig, Svendborg
- 1854-1876 Jens Jensen-Trunderup (igen)
- 1876-1881 Kristjan Rasmussen Stenbæk, friskolelærer (Venstre)
- 1881-1890 Jørgen Hansen, lærer, Ølstykke (Radikale Venstre)
- 1890-1909 Andreas Rosager, forpagter, Vejstrup (Venstrereformpartiet)
- 1909-1913 Christian Ravn, gårdejer, Haraldsted (Venstre)
- 1913-1918 Emil Petersen, lærer, Store Dame (døde på tinge)

## Gudmekredsens folketingsmænd 1920-nu
Denne liste er ufuldstændig; hjælp gerne med at udfylde den.
- 1919-1960 Jens Christian Jensen-Broby (Venstre)